# Groupe républicain au Sénat des États-Unis
 (mai 2025).

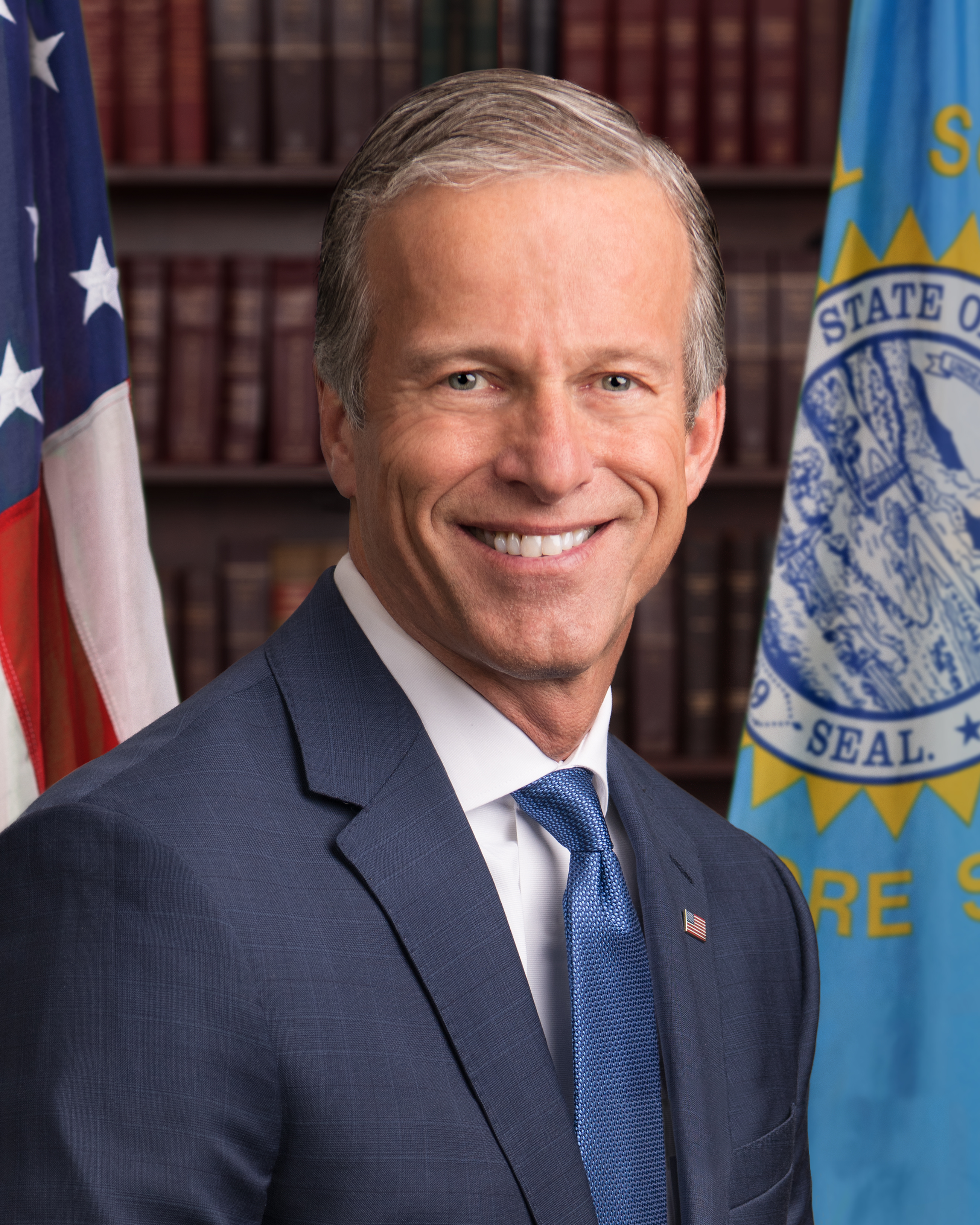
John Thune, chef du groupe républicain au Sénat.

Le groupe républicain (en anglais : Senate Republican Conference) au Sénat des États-Unis regroupe les élus à la chambre haute du Congrès affiliés au Parti républicain. Il est actuellement composé de 53 sénateurs sur les 100 que compte l'assemblée. Le groupe est présidé par John Thune depuis 2025.

## Direction
À l'ouverture de la 119e législature du Congrès des États-Unis le 3 janvier 2025, le groupe est dirigé, dans l'ordre protocolaire, par :
- John Thune (Dakota du Sud), chef de la majorité du Sénat ;
- John Barrasso (Wyoming), whip de la majorité du Sénat ;
- Tom Cotton (Arkansas), président de la Conférence républicaine du Sénat ;
- Shelley Moore Capito (Virginie-Occidentale), présidente du Comité de politique républicaine du Sénat ;
- James Lankford (Oklahoma), vice-président de la Conférence républicaine du Sénat ;
- Steve Daines (Montana), président du Comité sénatorial national républicain ;
- Mike Lee (Utah), président du Comité directeur républicain du Sénat ;
- Mike Crapo (Idaho), chef adjoint du whip républicain du Sénat ;
- Chuck Grassley (Iowa), président pro tempore du Sénat.

## Liste des membres
Le groupe républicain est actuellement composé des sénateurs suivants :
Alabama
- Katie Britt
- Tommy Tuberville

Alaska
- Lisa Murkowski
- Dan Sullivan

Arkansas
- John Boozman
- Tom Cotton

Caroline du Nord
- Ted Budd
- Thom Tillis

Caroline du Sud
- Lindsey Graham
- Tim Scott

Dakota du Nord
- John Hoeven
- Kevin Cramer

Dakota du Sud
- John Thune
- Mike Rounds

Floride
- Ashley Moody
- Rick Scott

Idaho
- Mike Crapo
- Jim Risch

Indiana
- Todd Young
- Jim Banks

Iowa
- Chuck Grassley
- Joni Ernst

Kansas
- Jerry Moran
- Roger Marshall

Kentucky
- Mitch McConnell
- Rand Paul

Louisiane
- Bill Cassidy
- John N. Kennedy

Maine
- Susan Collins

Mississippi
- Roger Wicker
- Cindy Hyde-Smith

Missouri
- Eric Schmitt
- Josh Hawley

Montana
- Steve Daines
- Tim Sheehy

Nebraska
- Deb Fischer
- Pete Ricketts

Ohio
- Jon Husted
- Bernie Moreno

Oklahoma
- Markwayne Mullin
- James Lankford

Pennsylvanie 
- David McCormick

Tennessee
- Marsha Blackburn
- Bill Hagerty

Texas
- John Cornyn
- Ted Cruz

Utah
- Mike Lee
- John Curtis

Virginie-Occidentale
- Shelley Moore Capito
- Jim Justice

Wisconsin
- Ron Johnson

Wyoming
- John Barrasso
- Cynthia Lummis